# Hagelstock
Der Hagelstock ist eine Bergspitze auf 2181,5 m ü. M. im Schweizer Kanton Uri. Der Gipfel ist einen knappen Kilometer südwestlich vom Spilauersee entfernt.